# Marcin Małecki

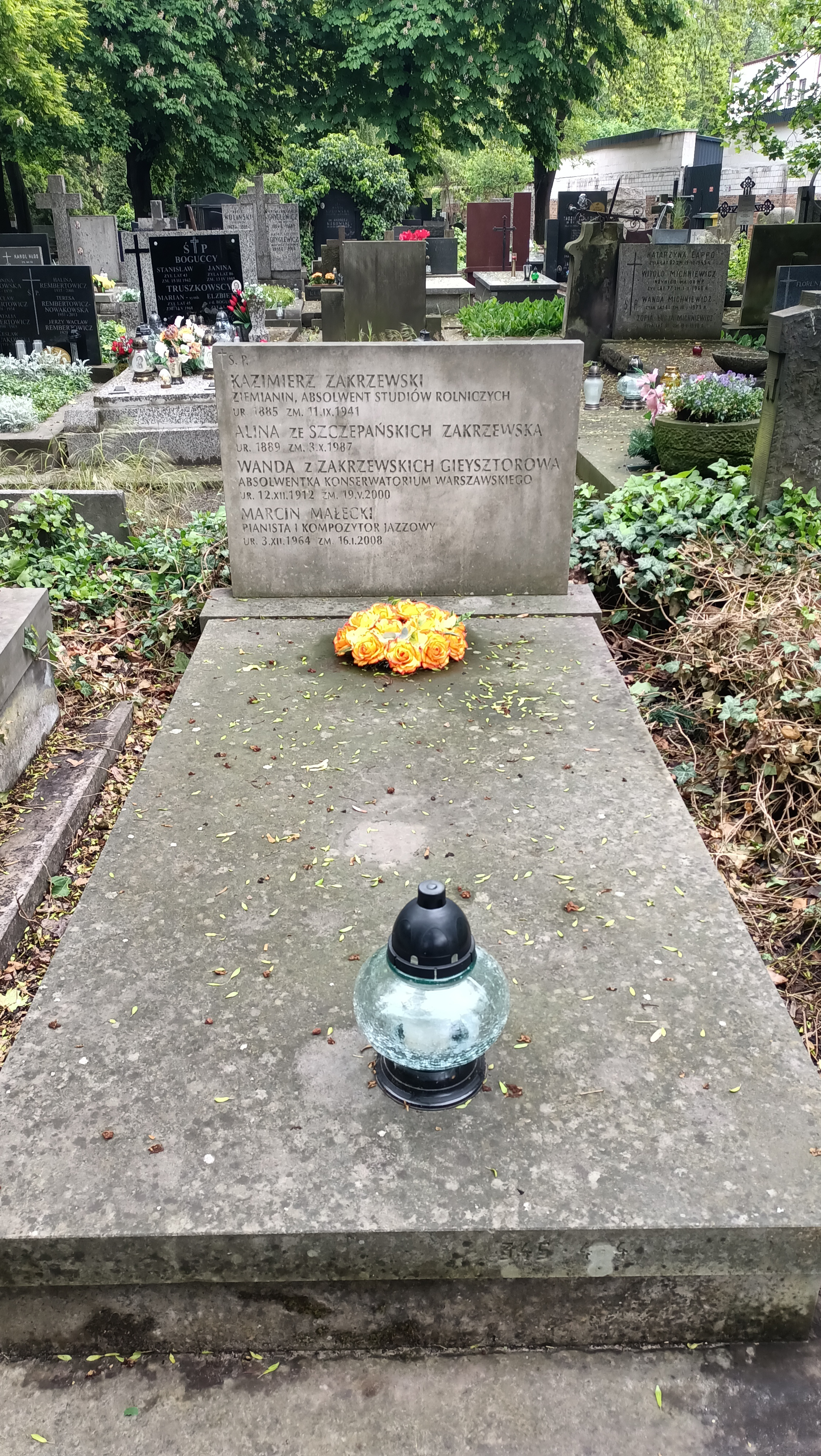
Grób kompozytora jazzowego Marcina Małeckiego na cmentarzu Powązkowskim

Marcin Małecki (ur. 3 grudnia 1964, zm. 16 stycznia 2008) – polski pianista jazzowy, kompozytor, pedagog muzyczny.

## Życiorys
Był uczniem Państwowej Podstawowej Szkoły Muzycznej nr 1 im. Emila Młynarskiego w Warszawie, przy ul. Miodowej 22, gdzie pobierał naukę gry na fortepianie w klasie prof. Ireny Kirjackiej. Od wczesnej młodości interesował się jazzem, szczególne upodobanie żywił do wokalisty i trębacza Louisa Armstronga. Chętnie grywał tzw. jazzowe kawałki oraz solówki w stylu woogie-boogie i bluesa. Będąc w szóstej klasie szkoły podstawowej, rezygnował z dalszej nauki w szkole muzycznej, a naukę gry na fortepianie rozwijał we własnym zakresie. Był absolwentem Wydziału Jazzu AM w Katowicach, gdzie studiował w klasie fortepianu, aranżacji i kompozycji. Pracę dyplomową poświęcił Oscarowi Petersonowi.
W 1995 zdobył pierwszą nagrodę podczas Międzynarodowego Konkursu Kompozytorskiego im. Krzysztofa Komedy w Słupsku. Pod koniec lat 90. XX w. założył wspólnie z kontrabasistą Pawłem Pańtą i perkusistą Krzysztofem Szmańdą zespół Trio Marcina Małeckiego, z którym wystąpił m.in. podczas 31. Międzynarodowego Festiwalu Pianistów Jazzowych w Kaliszu w 2004. W 2006 ukazała się płyta zespołu pt. Odyseja kosmiczna, na której znalazły się nagrania zespołu zarejestrowane w 2000 i 2005 w Muzycznym Studiu Polskiego Radia im. Agnieszki Osieckiej w Warszawie.
Był wykładowcą w Szkole Muzycznej II stopnia przy ul. Bednarskiej w Warszawie i Prywatnej Szkole im. Krzysztofa Komedy w Warszawie. Opublikował obszerny artykuł poświęcony Oscarowi Petersonowi (Oscar Peterson: legenda fortepianu) we wrześniowym numerze „Jazz Forum” z 2005.
Zmarł 16 stycznia 2008 na skutek choroby nowotworowej. Pochowany został 28 stycznia 2008 na Starych Powązkach w Warszawie (kwatera 345-4-5).